# Yurkove
Yurkove (en ucraniano: Юрко́ве) es un selo del Raión de Berezivka en el Óblast de Odesa de Ucrania. Según el censo de 2001, tiene una población de 163 habitantes.